# Thouarella antarctica
Thouarella antarctica är en korallart som först beskrevs av Achille Valenciennes 1846.  Thouarella antarctica ingår i släktet Thouarella och familjen Primnoidae. Inga underarter finns listade i Catalogue of Life.